# Edwin Markham (Offizier)

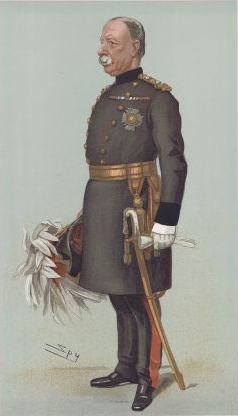
Generalleutnant Sir Edwin Markham (Karikatur von Leslie Ward in Vanity Fair vom 18. September 1902).

Sir Edwin Markham, KCB (* 28. März 1833 in Aberford, Yorkshire; † 31. März 1918 in Brighton, East Sussex) war ein britischer Offizier der British Army, der als Generalleutnant unter anderem zwischen 1892 und 1895 Vizegouverneur von Jersey war.

## Leben
Edwin Markham, Sohn von Oberst William Markham und dessen Ehefrau Lucy Anne Markham, absolvierte eine Offiziersausbildung an der Royal Military Academy Woolwich (RMAW) und trat nach deren Abschluss 1850 als Leutnant (Second Lieutenant) in die Royal Artillery ein. Im Krimkrieg nahm er an der Schlacht an der Alma (20. September 1854), der Schlacht bei Inkerman (5. November 1854) und der Belagerung von Sewastopol (17. Oktober 1854 bis 9. September 1855) teil. Nach zahlreichen darauf folgenden Verwendungen als Offizier und Stabsoffizier wurde er als Generalmajor (Major-General) im Juni 1887 stellvertretender Generaladjutant der Königlichen Artillerie (Deputy Adjutant-General, Royal Artillery) und verblieb auf diesem Posten bis Oktober 1892.

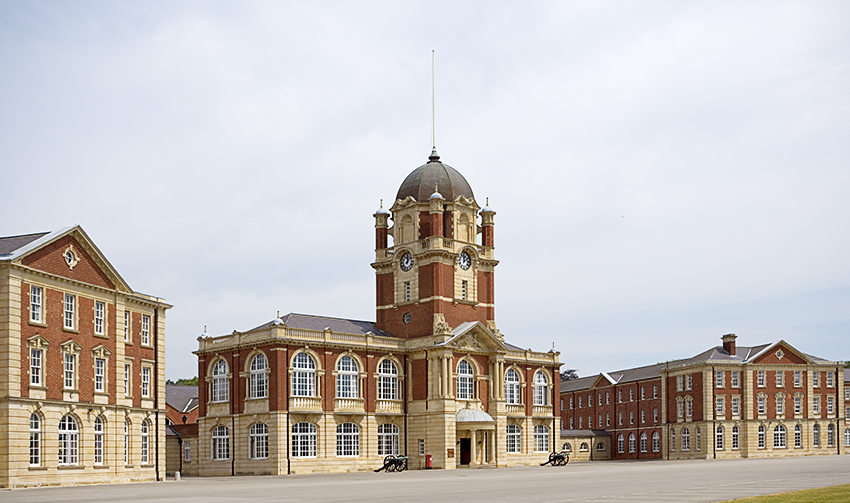
Das Royal Military College Sandhurst (RMCS), dessen Gouverneur und Kommandant Markham von 1898 bis 1902 war.

Im November 1892 löste Markham als Generalleutnant (Lieutenant-General) Generalleutnant Charles Brisbane Ewart als Vizegouverneur von Jersey (Lieutenant Governor of Jersey) ab und verblieb in diesem Amt bis Mai 1895, woraufhin Generalleutnant Sir Edward Hopton ihn ablöste. Im Anschluss übernahm er im April 1895 den neugeschaffenen Posten als Generalinspekteur der Artillerie (Inspector-General of Ordnance) und hatte diesen bis Dezember 1898. Daraufhin wurde General Sir Henry Brackenbury sein Nachfolger als Generaldirektor der Artillerie. In dieser Verwendung wurde er am 22. Juni 1897 zum Knight Commander des militärischen Zweiges des Order of the Bath (KCB (Mil)) geschlagen und führte seither den Namenszusatz „Sir“.
Zuletzt wurde Generalleutnant Sir Edwin Markham, der zeitweise auch Oberstkommandant der Königlichen Pferdeartillerie (Colonel-Commandant, Royal Horse Artillery) war, im Dezember 1898 Nachfolger von Generalleutnant Sir Cecil East Gouverneur und Kommandant des Royal Military College Sandhurst (RMCS) und übte diese Funktion bis Oktober 1902, woraufhin Oberst Gerald Kitson ihn ablöste. Im Oktober 1902 wurde er dienstunfähig und trat in den Ruhestand. Er war seit dem 8. Februar 1877 mit Emily Evelyn Lucy Stopford verheiratet, Tochter von Vizeadmiral Sir Montagu Sopford und dessen zweiter Ehefrau Lucy Cay. Aus dieser Ehe gingen die Tochter Muriel Markham sowie die Söhne Montagu Wilfred Markham (1884–1917) und Edwyn Guy Markham (1887–1931) hervor.